# Enceinte de Conwy
Pour les articles homonymes, voir Conwy.
L'enceinte de Conwy est une muraille défensive médiévale protégeant la ville de Conwy, au pays de Galles.
Édifiée entre 1283 et 1287, sous le règne d'Édouard Ier, cette enceinte mesure 1,3 km de long et comprend 21 tours et trois corps de garde. Elle subit des dégâts lors de la révolte d'Owain Glyndŵr, au début du XIVe siècle, mais son importance militaire diminue après l'avènement de la maison Tudor, d'origine galloise, sur le trône d'Angleterre, en 1485. Le développement des infrastructures de transport, au XIXe siècle, se fait dans le respect de l'enceinte, qui reste remarquablement bien conservée. Depuis 1986, elle fait partie du patrimoine mondial de l'UNESCO avec d'autres fortifications édouardiennes de la région.

## Histoire

### XIIIesiècle
Avant la fondation de la ville, le site de Conwy était occupé par l'abbaye d'Aberconwy, un monastère cistercien proche des princes de Galles. Ce site, qui commande un point de passage important sur la Conwy, est protégé depuis le Haut Moyen Âge par le château de Deganwy. La lutte entre les princes gallois et les rois anglais pour le contrôle des Galles du Nord commence dans les années 1070 et connaît un renouveau dans la seconde moitié du XIIIe siècle, jusqu'à l'intervention du roi Édouard Ier en 1282. Il prend le contrôle d'Aberconwy en mars 1283. Dans le cadre d'une entreprise de colonisation systématique des Galles du Nord, il décide d'y fonder un château et une ville fortifiée pouvant accueillir des immigrants anglais, susceptible de devenir le siège d'un nouveau comté. Le site de Caernarfon est choisi pour son importance symbolique, afin de témoigner de la puissance anglaise, dont l'enceinte fortifiée doit être un signe supplémentaire. La communauté monastique d'Aberconwy est transférée à une douzaine de kilomètres à l'intérieur des terres, tandis que les ruines de Deganwy sont laissées à l'abandon.

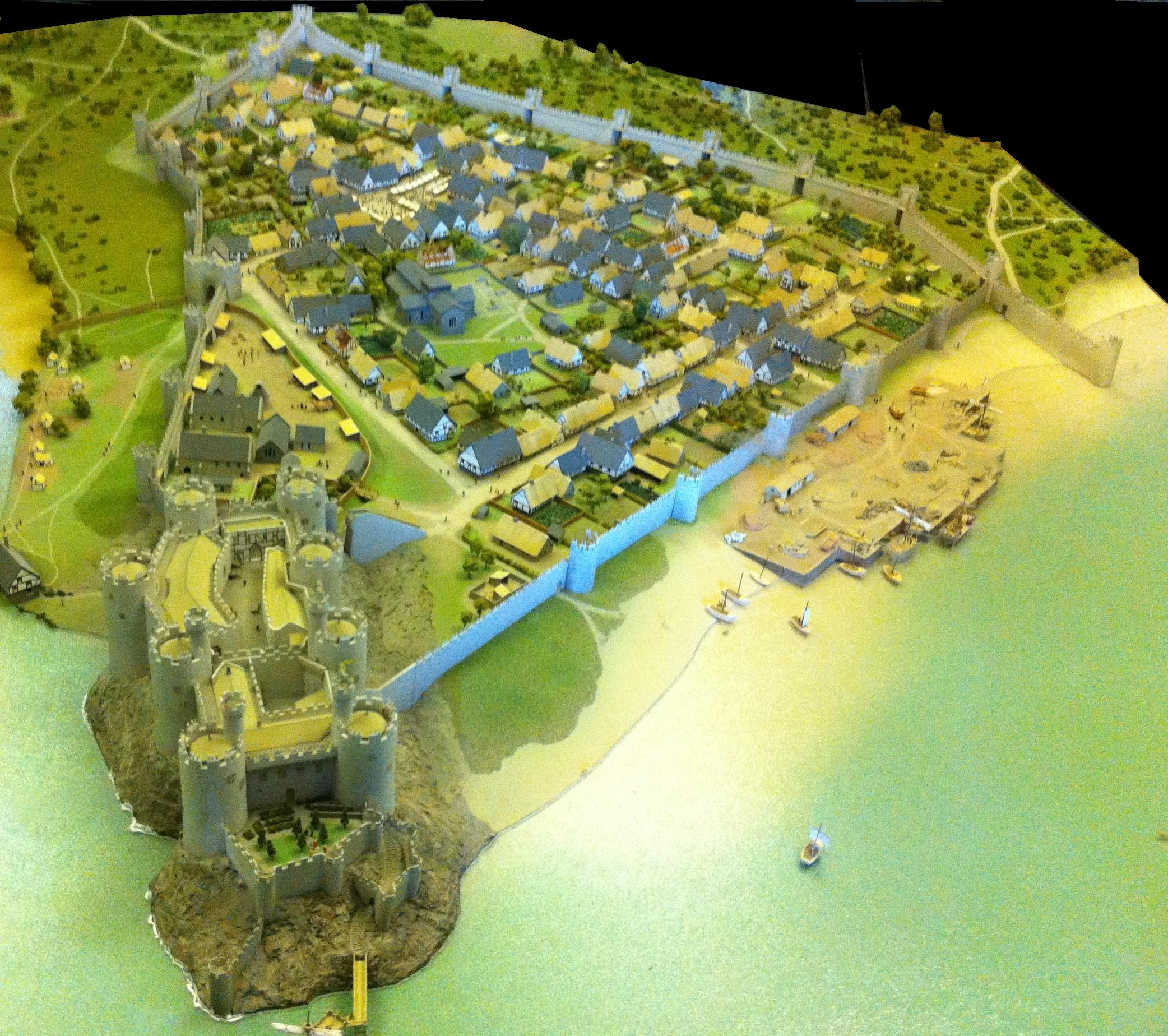
Reconstitution de la ville de Conwy à la fin du XIIIe siècle.

Les historiens ont longtemps considéré que la conception des défenses de Caernarfon était inspirée des bastides, ces villes nouvelles créées à l'époque en France (y compris en Guyenne, possession des rois d'Angleterre) qui se caractérisent par leur plan de rues en damier et leurs défenses qui comprennent à la fois une enceinte et un château. Des travaux plus récents ont mis en évidence une influence davantage anglaise dans la création des villes nouvelles édouardiennes, en particulier par l'utilisation d'un plan de rues en T perpendiculaire à un cours d'eau ou au littoral, avec le château généralement situé à l'un des coins opposés du T. Ainsi, le plan de rues de Conwy est le reflet inversé de celui de Beaumaris, une autre fondation galloise d'Édouard Ier.
L'enceinte de Conwy est construite en même temps que le château sous la supervision de Jacques de Saint-Georges, le maître architecte d'Édouard dans les Galles du Nord. Un grand nombre d'ouvriers sont mobilisés dans toute l'Angleterre pour participer aux travaux : ils sont réunis à Chester, puis envoyés sur les chantiers gallois pour y travailler durant toute la belle saison,. La première phase des travaux à Conwy, en 1283, voit le creusement de fossés et l'érection d'une palissade autour de la future ville afin de sécuriser le chantier. La construction des murs et des tours se déroule ensuite en trois phases. Richard l'Ingénieur, le bras droit de Jacques de Saint-Georges dans les Galles du Nord, supervise la construction des murs du côté ouest entre 1284 et 1285, un choix dicté par la situation particulièrement vulnérable de cette zone. En 1286, le maçon savoyard John Francis termine la construction du mur sud. Enfin, en 1287, Philippe de Darley dirige la construction du mur est. Le coût total des constructions à Conwy, comprenant l'enceinte et le château, s'élève à 15 000 £ environ, une somme prodigieuse pour l'époque,.

### DuXIVeauXVIIIesiècle

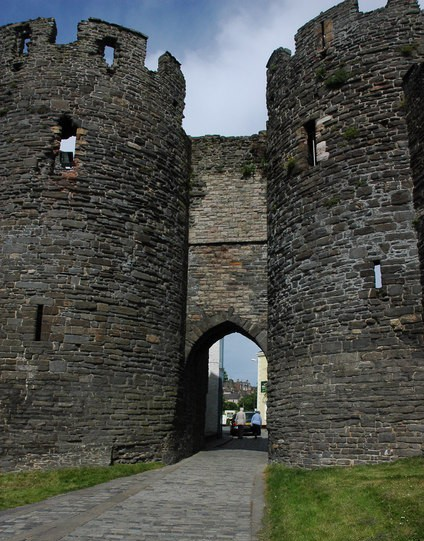
Le corps de garde de Mill Gate.

La ville nouvelle de Caernarfon est peuplée de colons anglais principalement originaires des comtés frontaliers du Cheshire et du Lancashire, et l'enceinte est en partie conçue pour encourager l'immigration en donnant un sentiment de sécurité aux habitants. Elle n'attire cependant qu'un nombre d'immigrants modéré : en 1312, on n'y dénombre que 124 burgages (des propriétés de la Couronne louées à des particuliers), soit significativement moins qu'à Beaumaris, quoique davantage qu'à Caernarfon. Des Gallois s'établissent progressivement en ville au cours du XIVe siècle, sous les soupçons de la population anglaise. La défense de Conwy reste une priorité : durant cette période, le connétable du château joue également le rôle de maire de la ville, bien que l'enceinte semble avoir relevé de la compétence des citadins plutôt que de la garnison du château,. Au début du XIVe siècle, des meurtrières améliorées sont aménagées dans l'enceinte pour les arbalétriers.
En 1400, le prince gallois Owain Glyndŵr se révolte contre l'autorité anglaise. Deux de ses cousins s'infiltrent dans le château de Conwy et en prennent le contrôle en 1401. Malgré son enceinte, la ville est pillée et occupée pendant deux mois par les rebelles. Après la révolte, les habitants de Conwy estiment les dommages qu'ils ont causé à 5 000 £, ce qui inclut la destruction des portes et des ponts sur l'enceinte. Cette somme, qui représente le tiers du coût de la construction du château et de l'enceinte, pourrait être une exagération de la part des citadins.
Un siècle plus tard, l'enceinte connaît quelques réparations dans les années 1520 et 1530 en prévision d'une possible visite du roi Henri VIII, mais l'avènement de la maison Tudor sur le trône d'Angleterre a amorcé un apaisement des relations anglo-galloises. L'importance militaire de l'enceinte diminue, et les habitants de la ville prennent l'habitude de jeter leurs déchets dans les fossés défensifs,. Ils réutilisent également des pierres de la muraille pour construire de nouveaux bâtiments.

### DuXIXeauXXIesiècle

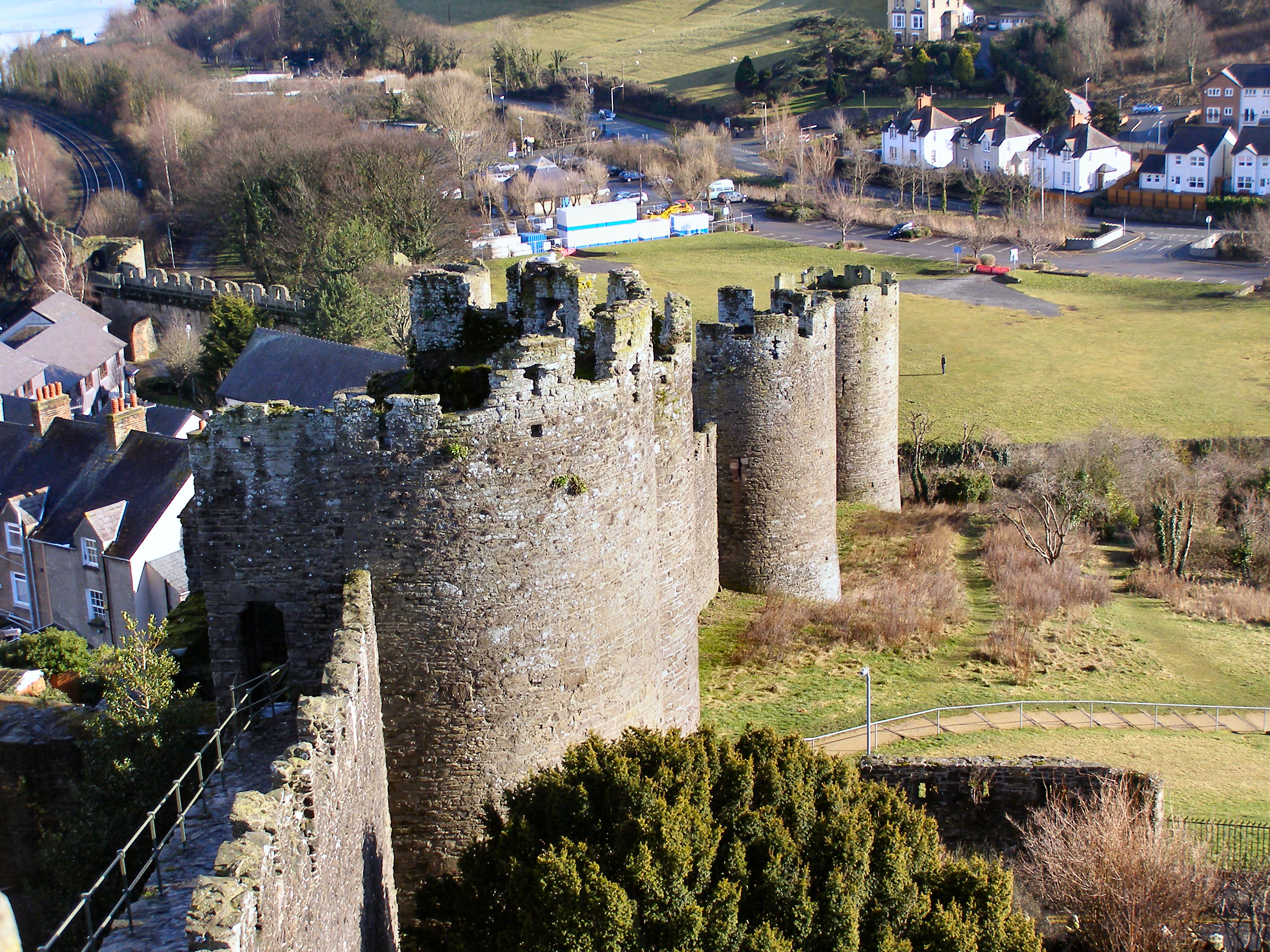
L'enceinte du côté ouest. À droite, un terrain vague nettoyé après 1953.

L'enceinte de Conwy est légèrement adaptée à l'évolution des transports au XIXe siècle. En 1826, l'ingénieur Thomas Telford y perce deux nouvelles entrées pour accueillir le trafic engendré par le nouveau pont suspendu sur la Conwy. La voie de chemin de fer entre Chester et Holyhead est achevée par Robert Stephenson en 1848. De manière inhabituelle pour l'époque, des efforts sont consentis pour préserver l'apparence des remparts médiévaux, et du côté sud, l'entrée de la voie ferrée dans la ville prend la forme d'une arche pseudo-gothique, tandis que la sortie, du côté ouest, est souterraine,.
L'intérêt touristique pour les remparts apparaît vers la même époque ; une partie du chemin de ronde est ouverte au public et l'une des tours est restaurée. La première étude architecturale de l'enceinte prend place entre 1928 et 1930, et ses résultats sont publiés en 1938. La municipalité de Conwy accepte de la louer au ministère des Travaux en 1953, date qui marque le début d'un effort joint de conservation des fortifications. De nombreux bâtiments construits contre les remparts depuis le XIVe siècle sont rasés afin d'améliorer la vue depuis le chemin de ronde, et l'une des entrées percées par Thomas Telford est détruite en 1958,. L'historien Arnold J. Taylor mène des recherches approfondies sur l'histoire et l'architecture de l'enceinte de Conwy dans les années 1950-1960, contribuant ainsi à leur popularité.
L'enceinte de Conwy est actuellement gérée par l'organisme public Cadw. Le chemin de ronde est une attraction touristique populaire, bien qu'il ne soit pas entièrement accessible pour raisons de sécurité. L'enceinte fait partie du patrimoine mondial de l'UNESCO depuis 1986 au sein du site « Châteaux forts et enceintes du roi Édouard Ier dans l'ancienne principauté de Gwynedd ». Elle est également protégée par la législation britannique en tant que monument classé de grade I et scheduled monument.

## Architecture

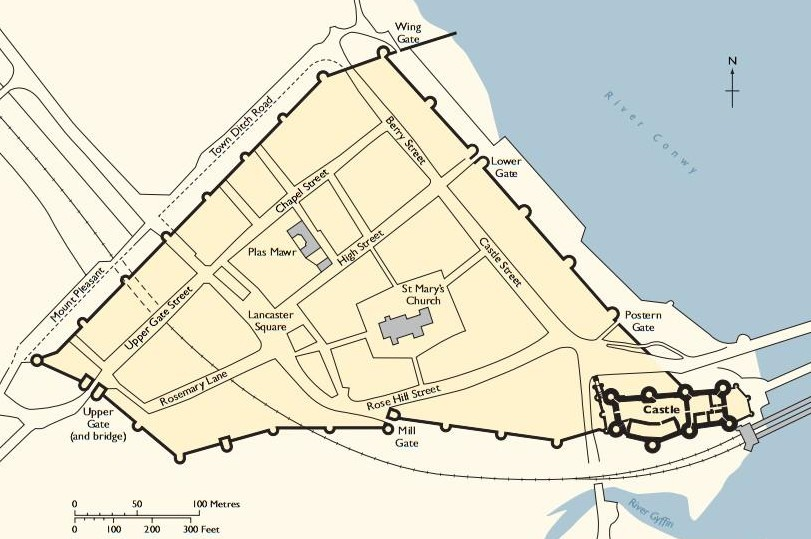
Plan de l'enceinte au XXIe siècle.

L'enceinte de Conwy forme un circuit quasiment ininterrompu de 1,3 km de long autour de la ville, pour une superficie enclose de 10 ha. Elle est remarquablement bien conservée, en partie parce que Conwy est restée une ville de faible taille,. Elle est construite dans les mêmes matériaux que le château, à savoir du  grès et du calcaire extraits dans la région, mais de la rhyolite a également été employée pour les niveaux supérieurs du mur est. Les sources indiquent que le mur était à l'origine « plâtré » (daubed), sans que l'on sache exactement ce que recouvre ce terme ; il était peut-être blanchi à la chaux,. Sur les 21 tours qui subsistent, la plupart n'ont pas de mur à l'arrière et comprenaient à l'origine des ponts en bois amovibles, afin d'isoler des sections de la muraille des assaillants,. Un système inhabituel d'encorbellements offre un chemin de ronde plat et relativement large,.
La partie est de l'enceinte s'interrompt à l'endroit où la route reliant Chester à Holyhead pénètre dans la ville. Cette section comprend quatre tours et deux portes donnant sur les quais, autant d'éléments qui ont subi de profonds changements depuis l'époque médiévale. La « Porte basse » (Lower Gate), avec ses tours jumelles et sa herse, contrôlait l'accès aux quais et, avant la construction du pont suspendu, au ferry qui reliait les berges de l'estuaire de la Conwy. Ce mur ne mesurait à l'origine que 3,6 m de haut ; il a été rehaussé avec de la rhyolite au début du XIVe siècle.

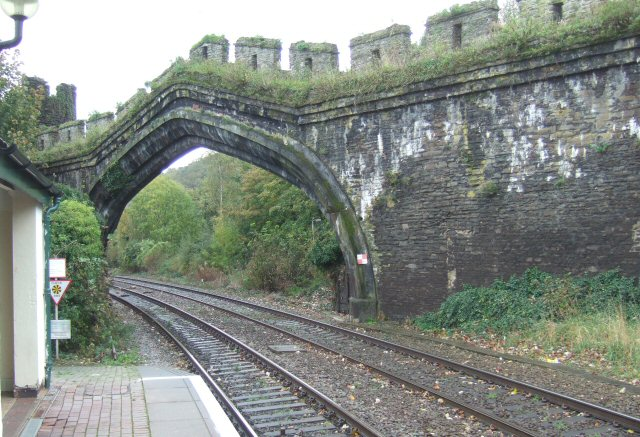
L'arche du chemin de fer dans l'enceinte sud.

La partie ouest de l'enceinte comprend neuf tours. Deux d'entre elles ont été profondément transformées au XIXe siècle : l'une est devenue un passage pour la route de Bangor en 1827, tandis qu'une large fissure s'est ouverte dans l'autre à la suite du percement du tunnel de chemin de fer en 1845, qui a causé une subsidence et a nécessité de reprendre en sous-œuvre la tour. Sur les créneaux, l'un des merlons subsistants présente un poinçon en pierre à son sommet, un élément qui devait se retrouver sur l'intégralité des remparts à l'époque médiévale. Ce mur s'étendait à l'origine jusqu'à une tour ronde sur la rivière Conwy qui a aujourd'hui disparu,.
La partie sud de l'enceinte comprend huit tours et deux corps de garde. La « Porte haute » (Upper Gate) constituait la principale entrée dans la ville à l'époque médiévale et possédait, en plus de ses tours jumelles, une barbacane dont quelques éléments subsistent. En revanche, le fossé et le pont-levis ont disparu pour laisser place à une route moderne,. L'autre porte, la « Porte du moulin » (Mill Gate), donnait accès, comme son nom l'indique, au moulin à eau royal situé juste à l'extérieur de la ville. Elle présente elle aussi des tours jumelles. Entre ces deux portes se trouvait Llywelyn's Hall, un grand bâtiment intégré aux remparts à l'origine, mais démantelé et déplacé au château de Caernarfon en 1316. C'est également dans ce mur que se trouve la fausse arche médiévale ménagée en 1846 pour le passage du chemin de fer, ainsi qu'une série de douze latrines médiévales, installées au XIIIe siècle pour les fonctionnaires royaux travaillant dans les bâtiments voisins,.